# Балка Жовта
Балка Жовта — річка в Україні, у Кам'янському районі Дніпропетровської області. Права притока Комісарівки (басейн Дніпра).

## Опис
Довжина річки 14 км, похил річки — 4,6 м/км. Площа басейну 78,9 км².

## Розташування
Бере початок у селі Красний Луг. Спочатку тече на південний схід, потім на північний схід через село Комісарівку і впадає у річку Комісарівку, праву притоку Лозуватки.